# Cucina del Bangladesh

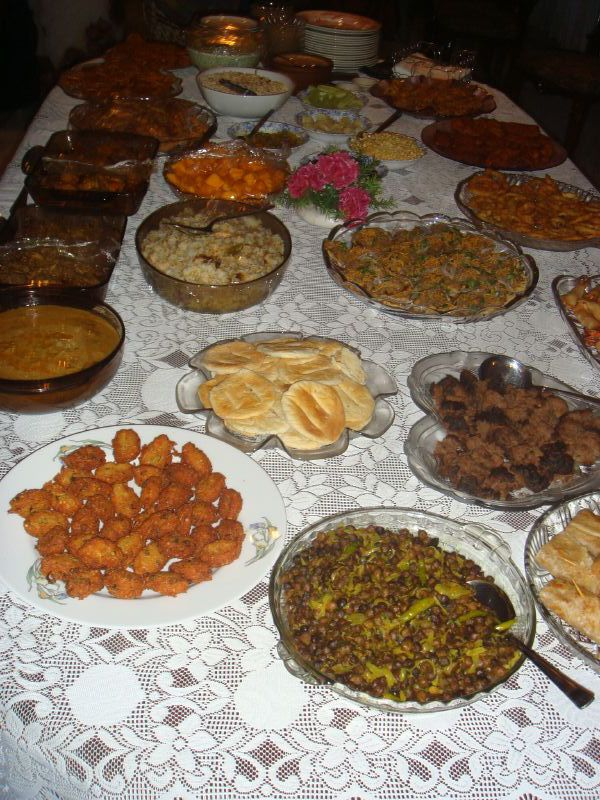
Tipico Ifṭār (cena) del Bangladesh

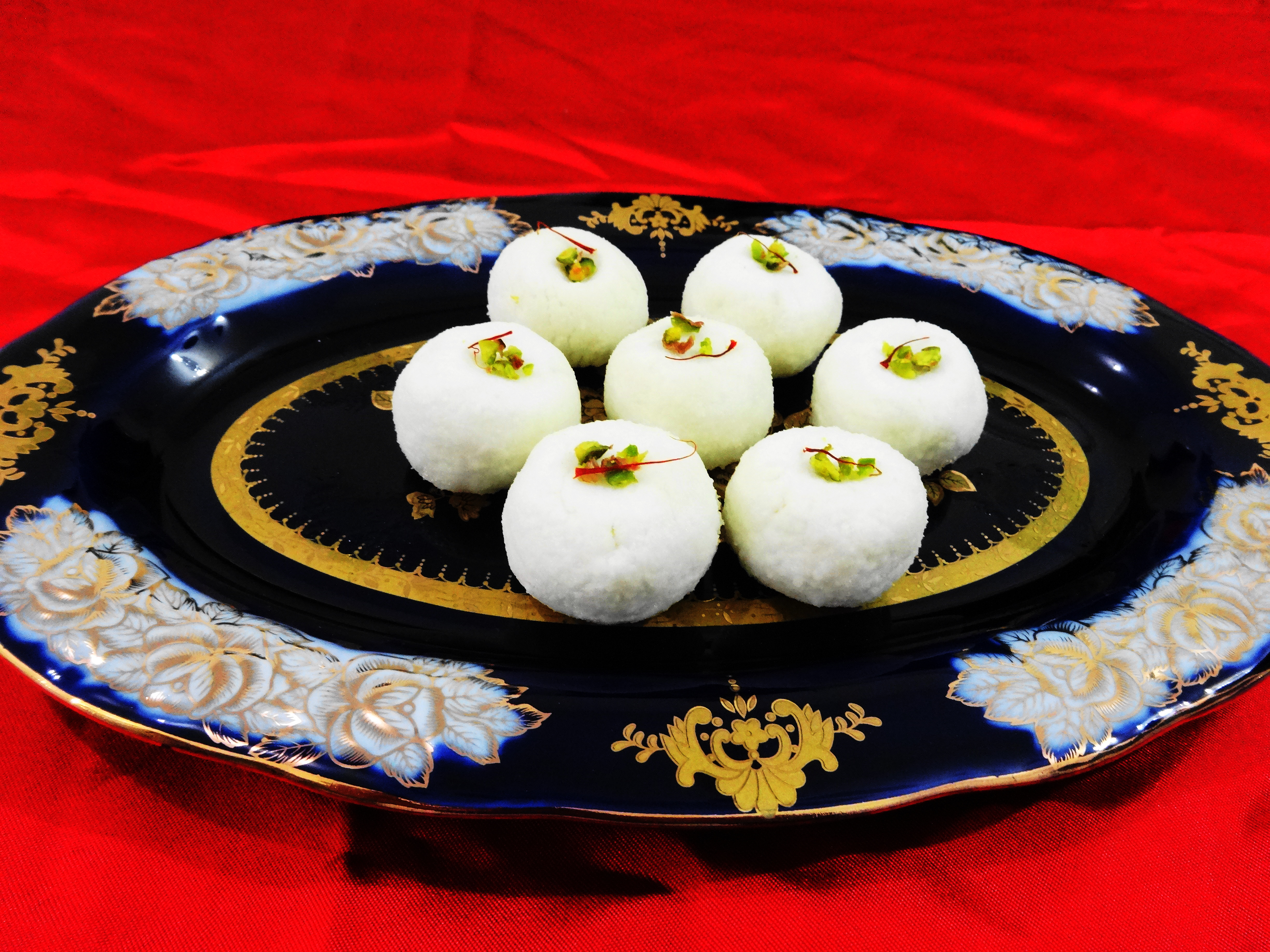
Sandesh creato con latte e zucchero

La cucina del Bangladesh (Bengali: বাংলাদেশের রান্না) è il complesso delle diverse cucine dello Stato del Bangladesh.
Le sue influenze culinarie del paese riflettono i collegamenti commerciali storici con l'India settentrionale, il Medio Oriente e il sud-est asiatico; come il periodo coloniale britannico.
Il riso è l'alimento base e viene servito con un'ampia gamma di curry.
I piatti del Bangladesh sono fortemente aromatizzati, e spesso includono uova, patate, pomodori e melanzane.
Il dal (tipo di civaie) è il secondo alimento base della cucina.

## Halal
La legge islamica dell'Ḥalāl sul cibo sono prominenti in Bangladesh.

## Piatti principali
- Gustor torkari (curry al pollo)
- Dim Buna (curry con uova sode bollite)
- Muglai (un salato fritto, farcito con uova, peperoncino e altre spezie)
- Murali (un dolce, assomiglia ai grissini, duro e farinoso all'interno e dolce all'esterno)
- Gelapi (un dolce fatto di patata bollita e macinata, morbido e inzuppato nel caramello)
- Khichuri (piatto a base di riso con molte spezie, curcuma, peperoncino e legumi)
- Polau (piatto a base di riso scivoloso ma non appiccicoso, oleoso, con cardamomo, profuma di cannella, molto gustoso anche senza accompagnamento)
- Biryani
- Alu Pitika
- Bengena Pitika
- Pakora|Bhaji
- Chhenagaja
- Chhenapoda
- Chingri Malai curry (curry ai gamberetti, con tante spezie, di solito accompagnato con riso)
- Dal (zuppa di lenticchie macinate con curcuma)
- Goja
- Ilish (pesce fritto con curcuma e sale)
- Luchi
- Machher jhol
- Malpua
- Mishti doi (yogurt estremamente zuccherato)
- Panta bhat (riso inzuppato nell'acqua salata)
- Peda
- Prawn Malai curry
- Roshogolla
- Sabji
- Shondesh
- Shukto

### Bevande
- Akher gur Shorbot
- Akher rosh
- Borhani
- Ghol
- Jeera pani  –
- Khejur Rosh –  date palm juice
- Tè (chai)
- Malai
- Lassi
- Faluda
- Amer shorbot (succo di mango)
- Tormujer shorbot (succo d'anguria)
- Bel er shorbot